# Nyírestanya
Nyírestanya (románul Mesteacăn) falu Romániában, a Partiumban, Szatmár megyében.

## Fekvése
Halmi közelében, attól délre fekvő település.

## Története
Nyírestanya viszonylag újkeletű település, mely az első világháború után keletkezett, a Venczel tanyára máramarosból érkezett románok betelepedése által, és 1956-tól mint önálló település szerepel.
A piciny falunak a 2010-es évek végén is csupán 424 lakosa volt.